# Přírodovědné muzeum Semenec
Přírodovědné muzeum Semenec je parkově upravený areál pro relaxaci i poznávání na Semenci v Týně nad Vltavou. Nachází se asi 300 metrů za rozhlednou Semenec směrem k soutoku Lužnice a Vltavy. Čtyřhektarový areál byl původně budován jako nové pohřebiště pro Týn nad Vltavou, tomuto účelu však nikdy nesloužil. V roce 1994 skupina místních nadšenců založila občanské sdružení Stanice „Pomoc přírodě“ a začali o v té době již značně zanedbaný areál pečovat. Kromě záchranné stanice pro hendikepované živočichy z volné přírody začali v areálu zakládat přírodovědné sbírky a venkovní expozice. Hlavním cílem bylo vytvořit arboretum domácích druhů dřevin a také dílčí kolekce dřevin cizokrajných. V letech 1995–1996 tak byly položeny základy všech současných sbírek Přírodovědného muzea Semenec. Roku 2013 se sdružení transformovalo na obecně prospěšnou společnost. Ta se soustředila především na péči o areál, doplňování sbírek muzea a na vzdělávání. Věnuje se výukovým programům pro školy, zajišťuje zpřístupnění areálu veřejnosti a pořádá zde různé akce, z nichž nejvýznamnější je prvomájové zahájení sezóny: Na Semenec za řemesly. Přírodovědné muzeum Semenec je od roku 2017 členem Unie botanických zahrad České republiky.

## Expozice
Expozice zahrnují mimo jiné:
- arboretum cizokrajných dřevin

Představuje kolekci jedlí, smrků a okrasných kultivarů dřevin ze světadílů Evropy, Asie a Ameriky.
- sbírka světových druhů borovic

Na ploše 2 500 m²je sbírka borovic (Pinus). Čtrnáct druhů borovic z Ameriky, např.: borovice zúžená, borovice pichlavá, borovice smolná a další, osm druhů borovic z Evropy (např.: borovice rumelská, borovice blatka, borovice heldreichova) a pět druhů borovic z Asie (borovice limba sibiřská, borovice korejská, borovice armandova).
- ukázky lesních společenstev jižních Čech

Na ploše 3 500 m² je představeno čtrnáct ukázkových lesních společenství jižních Čech v různých nadmořských výškách např.: teplomilná doubrava, klečové porosty, střemchové doubravy a olšiny, dubohabrové lesy a další, v podobě jak by vypadala, kdyby do nich nezasahoval člověk.
- sbírka hornin ve velkých blocích

Představuje soubor patnácti typů hornin ve velkých blocích, které byly získané z největších lomů jižních Čech a kuriozity nalezené ve volné přírodě. Některé bloky jsou opatřeny výbrusy.
- vodní biotop

Představuje uměle vybudovaný říční tok (pramen–potok–řeka–dolní tok), kolem kterého je vysázen biotop třiceti tří stromů, třiceti pěti keřů a několik set bylin, které jsou závislé na vodě vodního toku. Vodní tok je zásobován dešťovou vodou ze sběrné šachty odkud je čerpána větrným čerpadlem k prameni umělého toku.
- rozárium

Představuje sbírku botanických růží (caninae, cinnamomeae, synstylae, chinensae, rosa (Gallicanae), pimpinellifoliae a carolinae), anglických Austinových růží (jako England´s Rose, Queen of Sweden, Sister Elizabeth) a mezi růžemi jsou vysázeny kakosty (jako např.: geranium pratense 'Midnight Reiter Strain', geranium renardii, geranium macrorrhizum).
- jedlá zahrada

Na ukázkových plochách jsou vysázeny především trvalé byliny a jedlé rostliny. Sbírka obsahuje dvacet dva druhů léčivých bylin jalo např.: dobromysl obecná, mydlice lékařská, rozmarýn lékařský a další.
- výstava zkamenělých rostlin a živočichů Na křídlech pterodaktyla

## Galerie

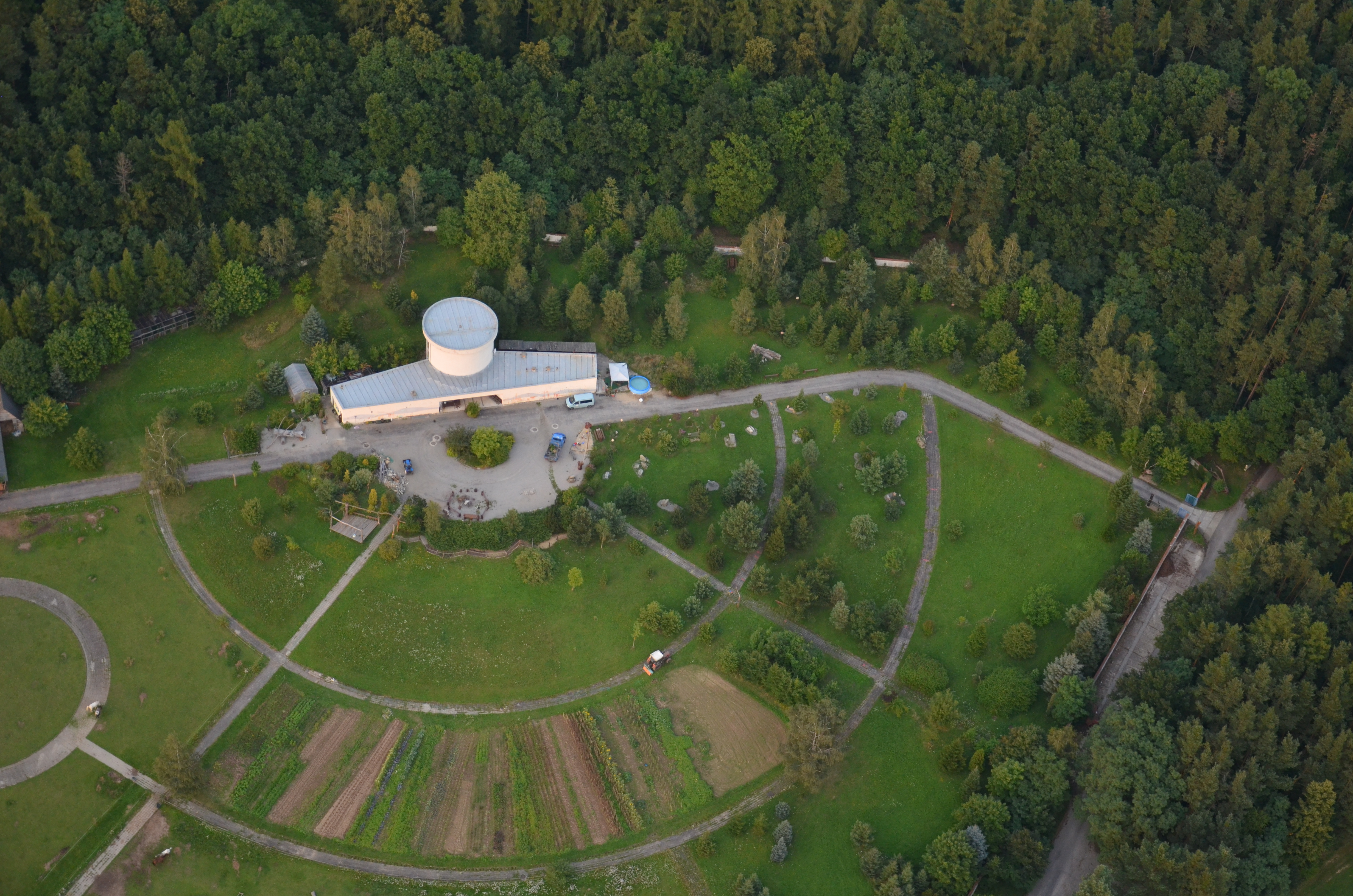
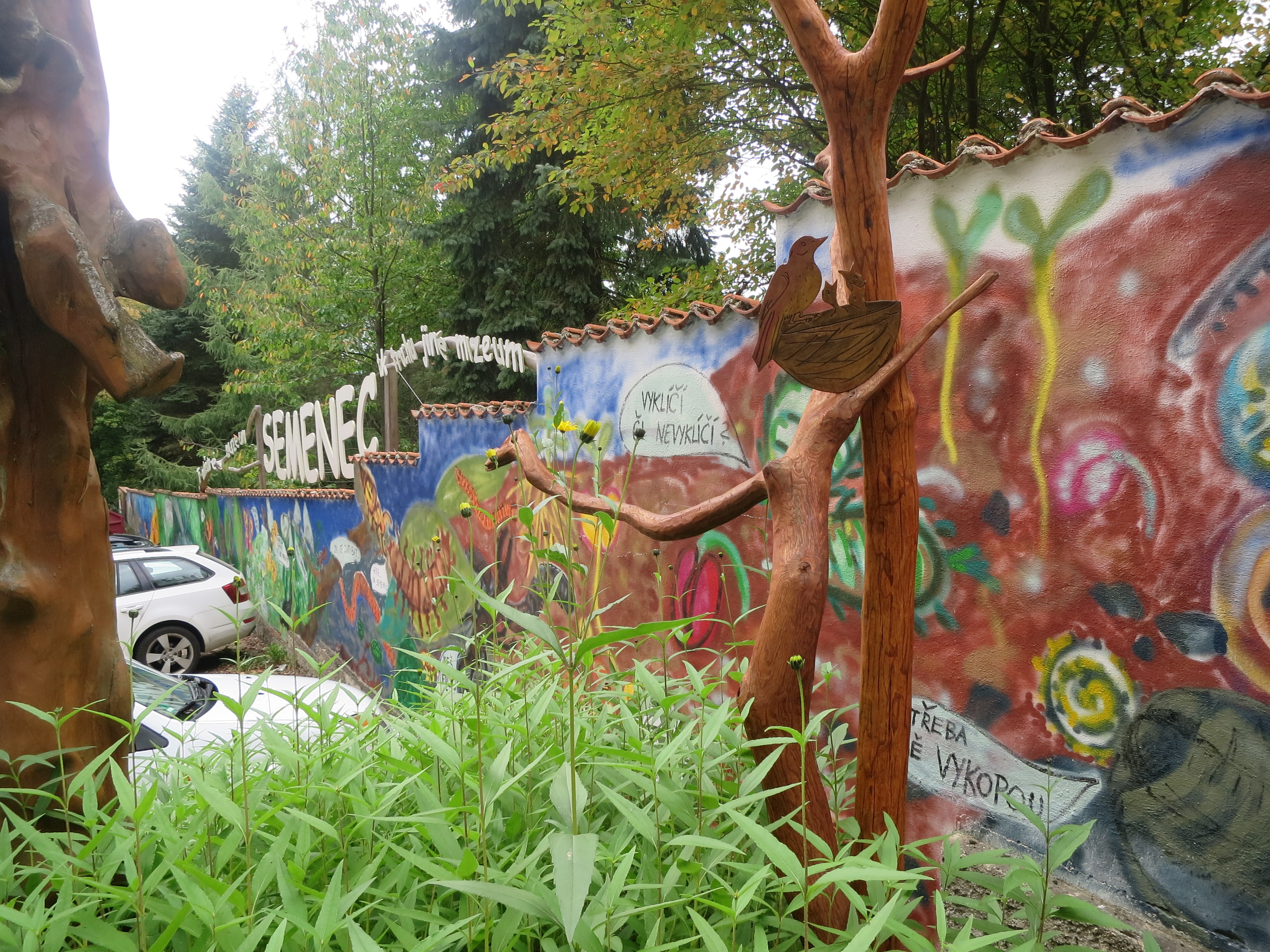
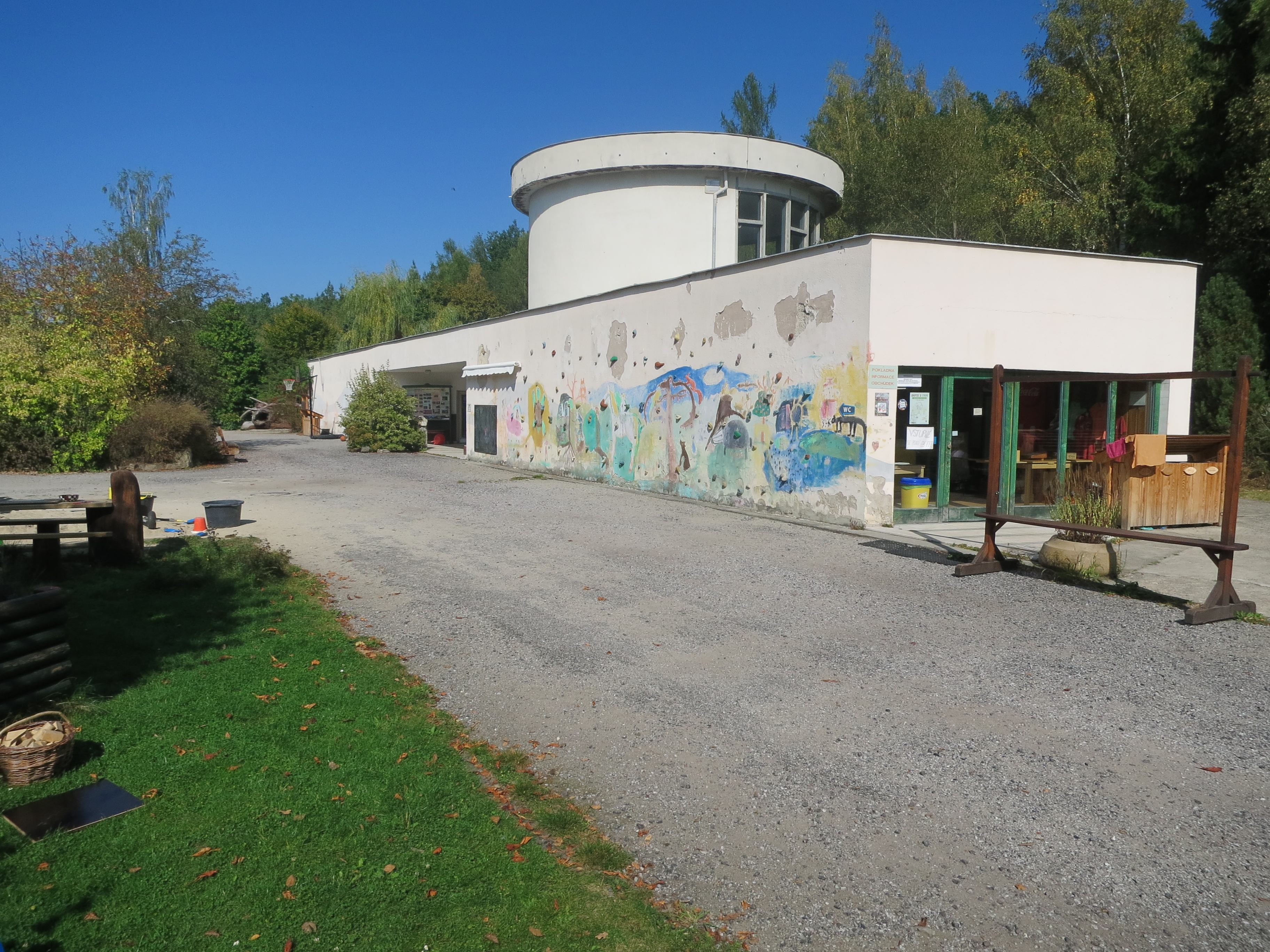
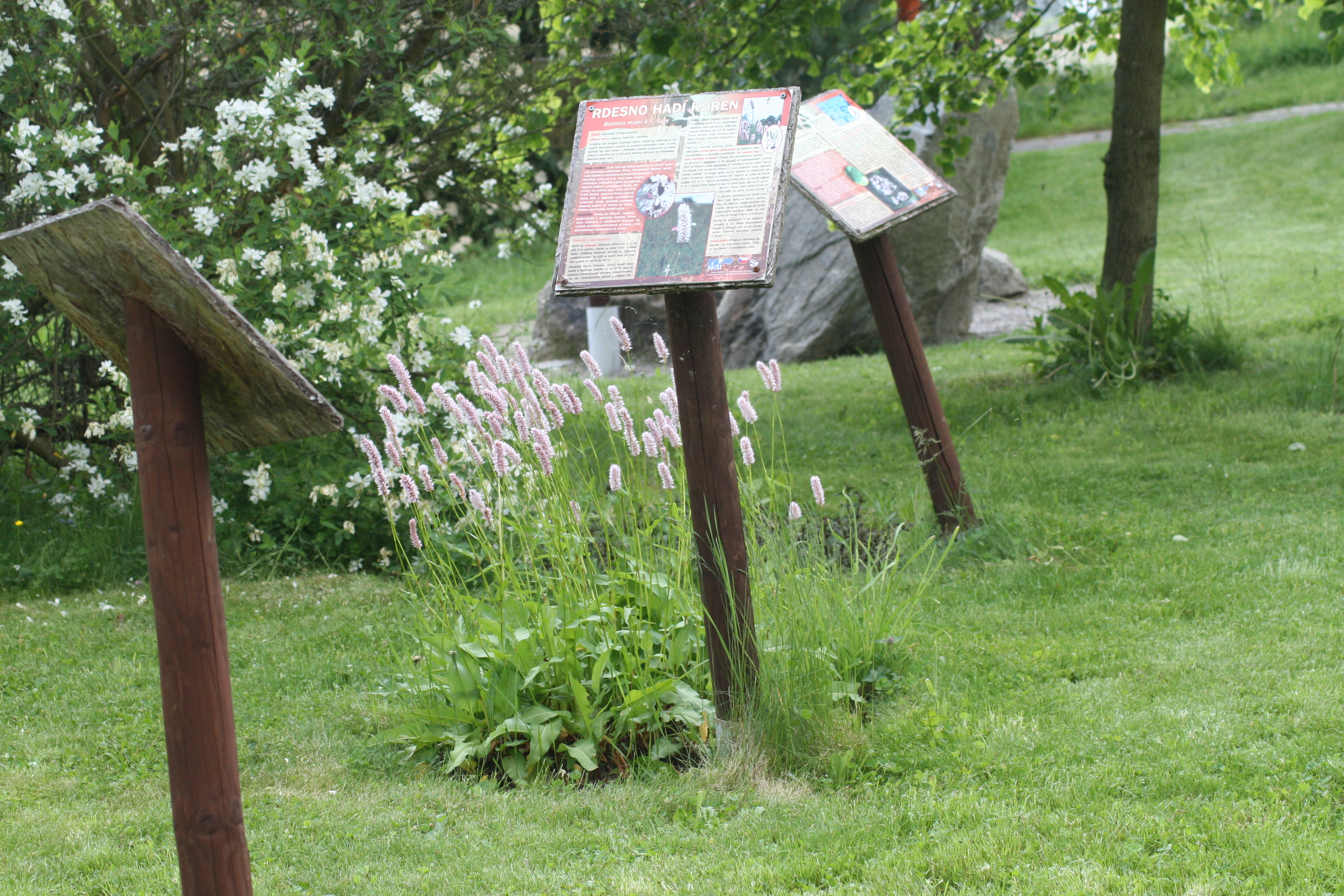
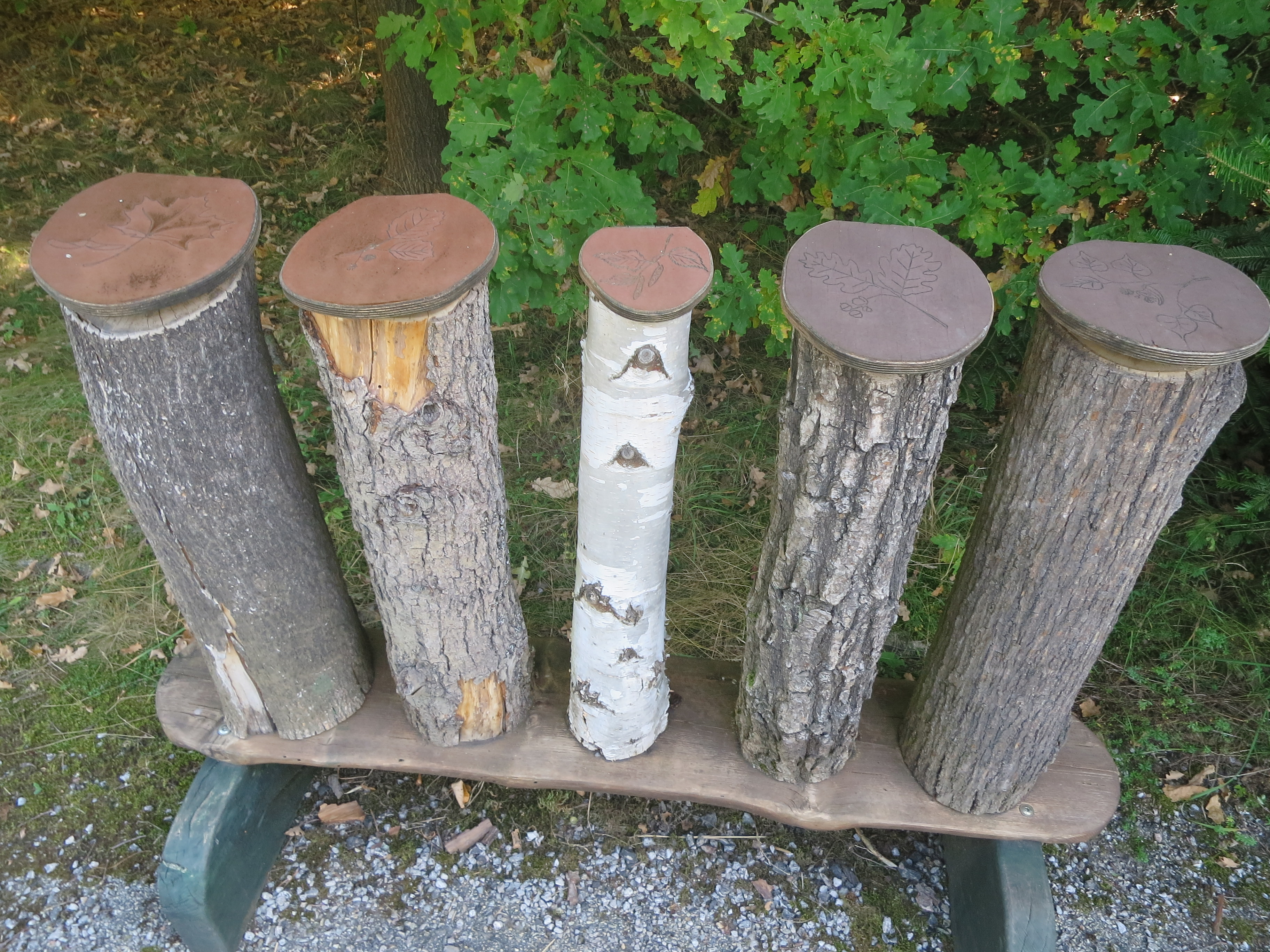
Rozpoznávání stromů
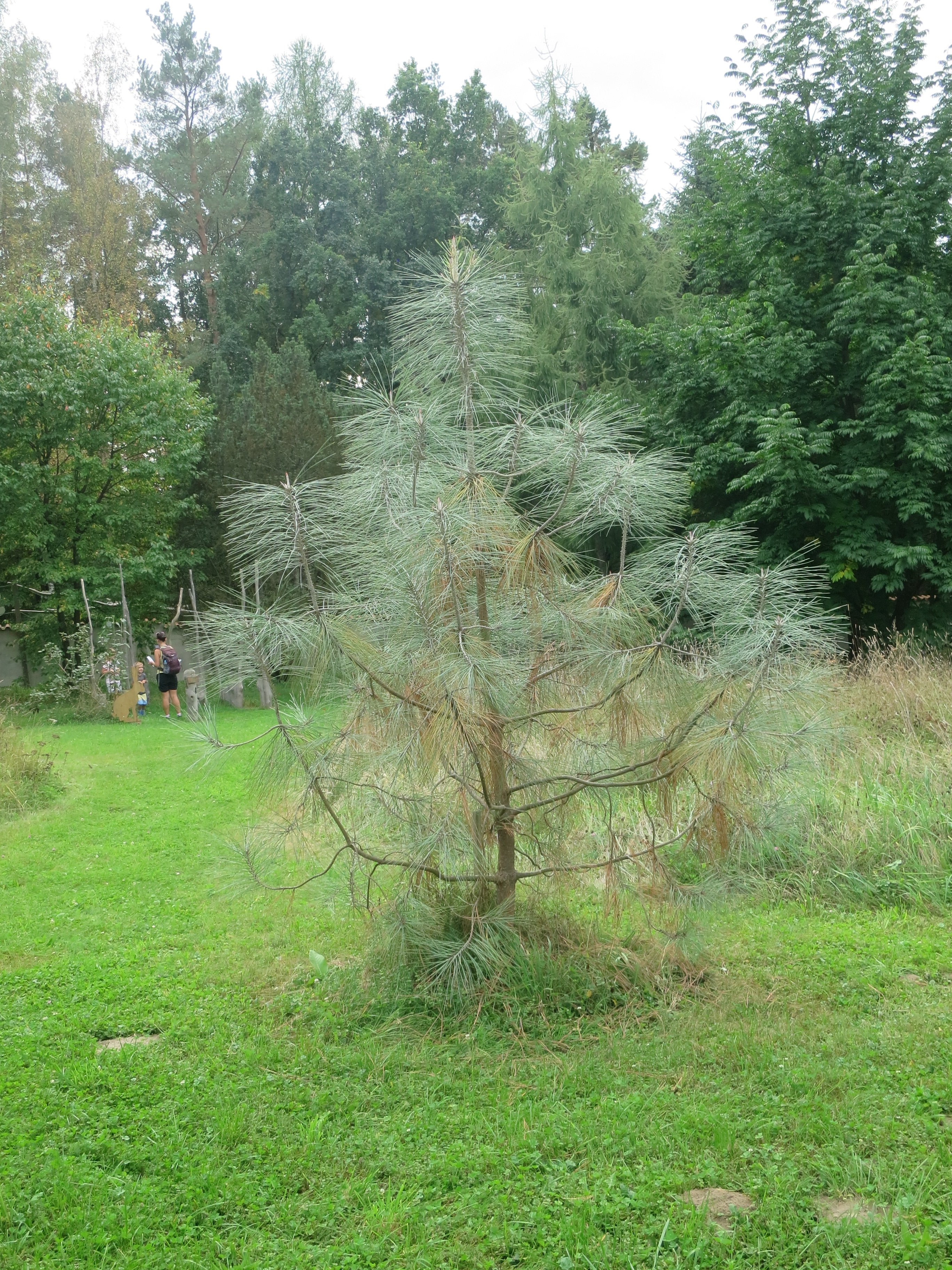
Sbírka borovic: borovice Sabineova
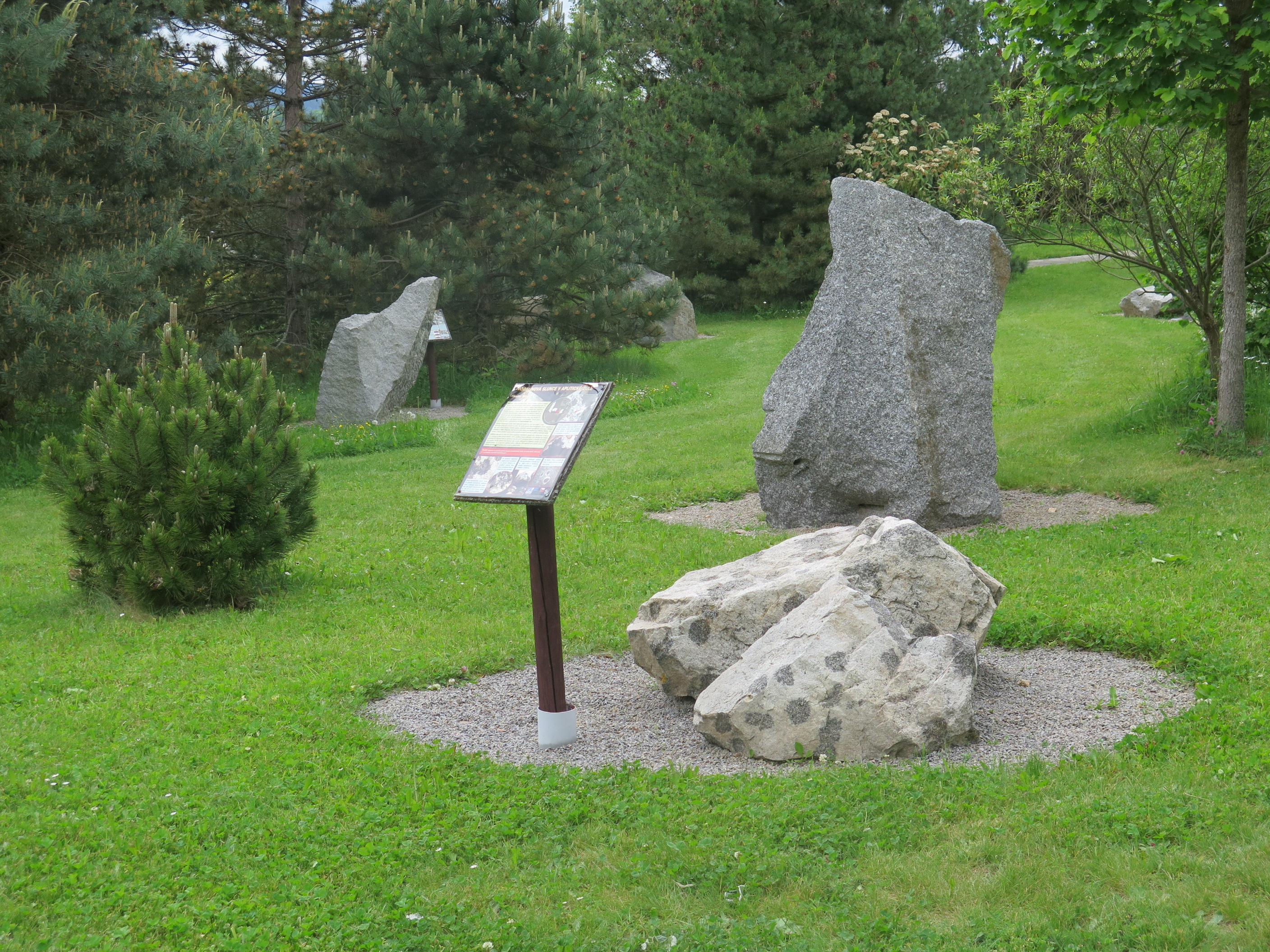
Expozice hornin
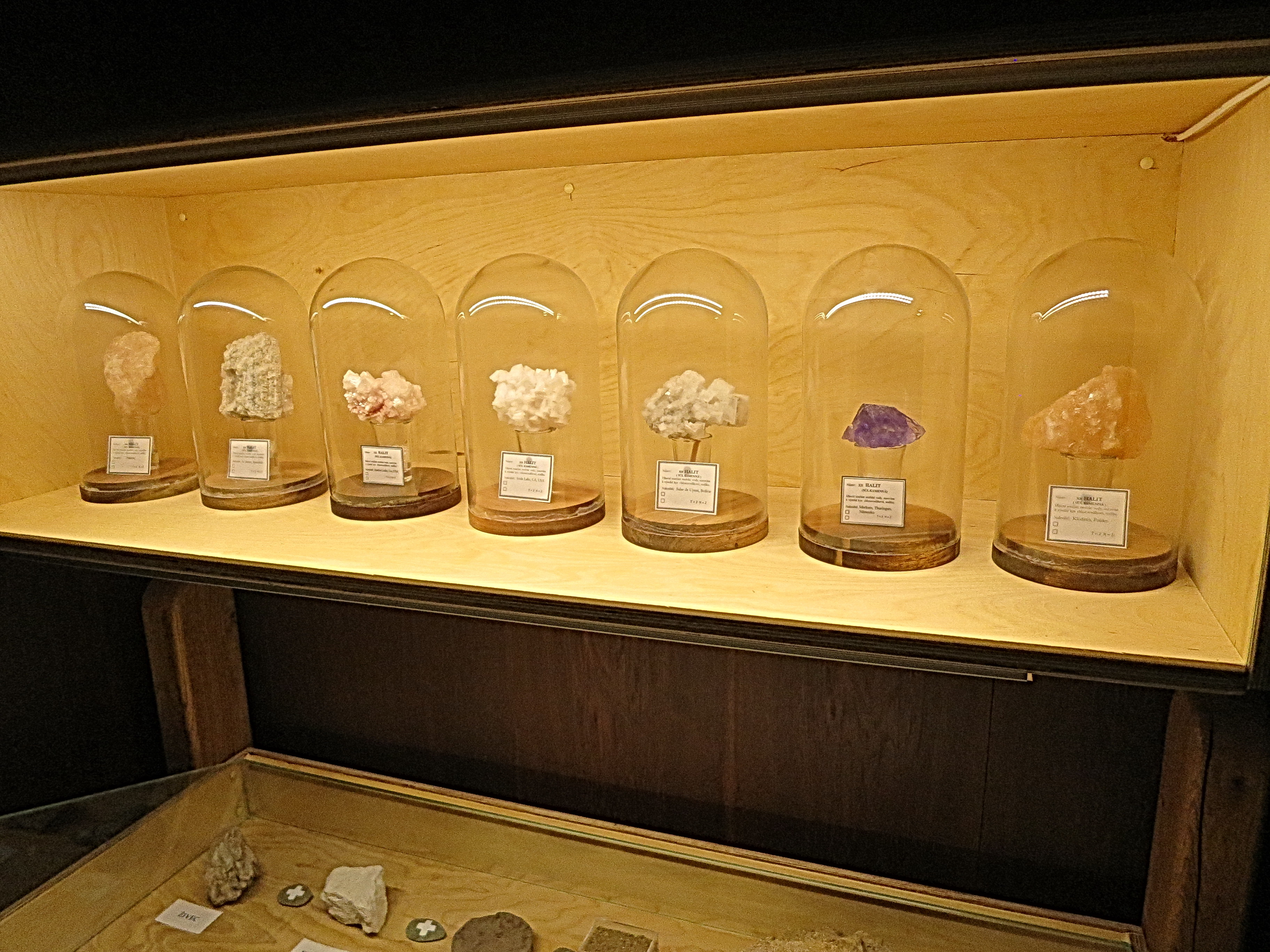
Z expozice minerálů: halit
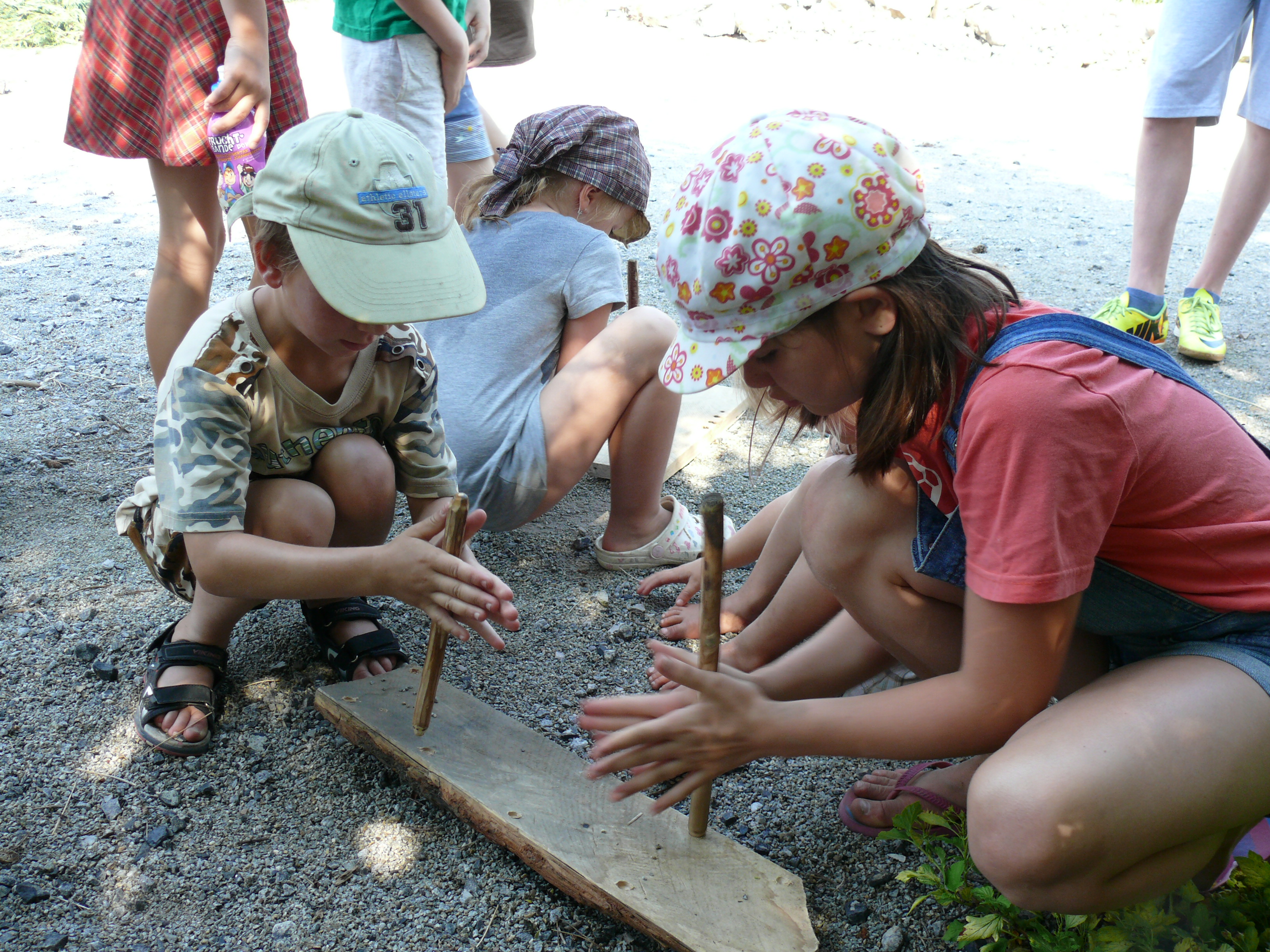
Hra
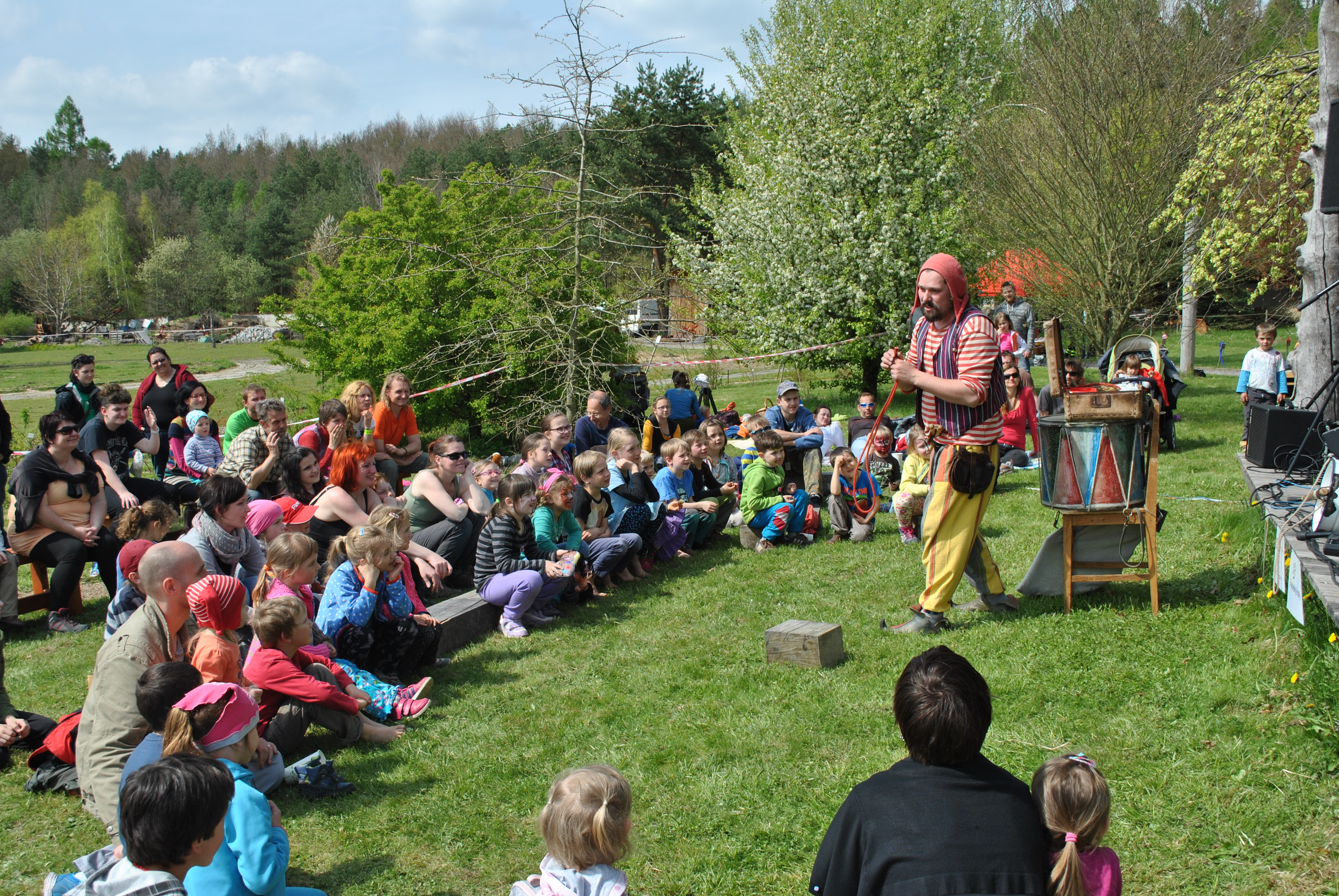
Divadlo
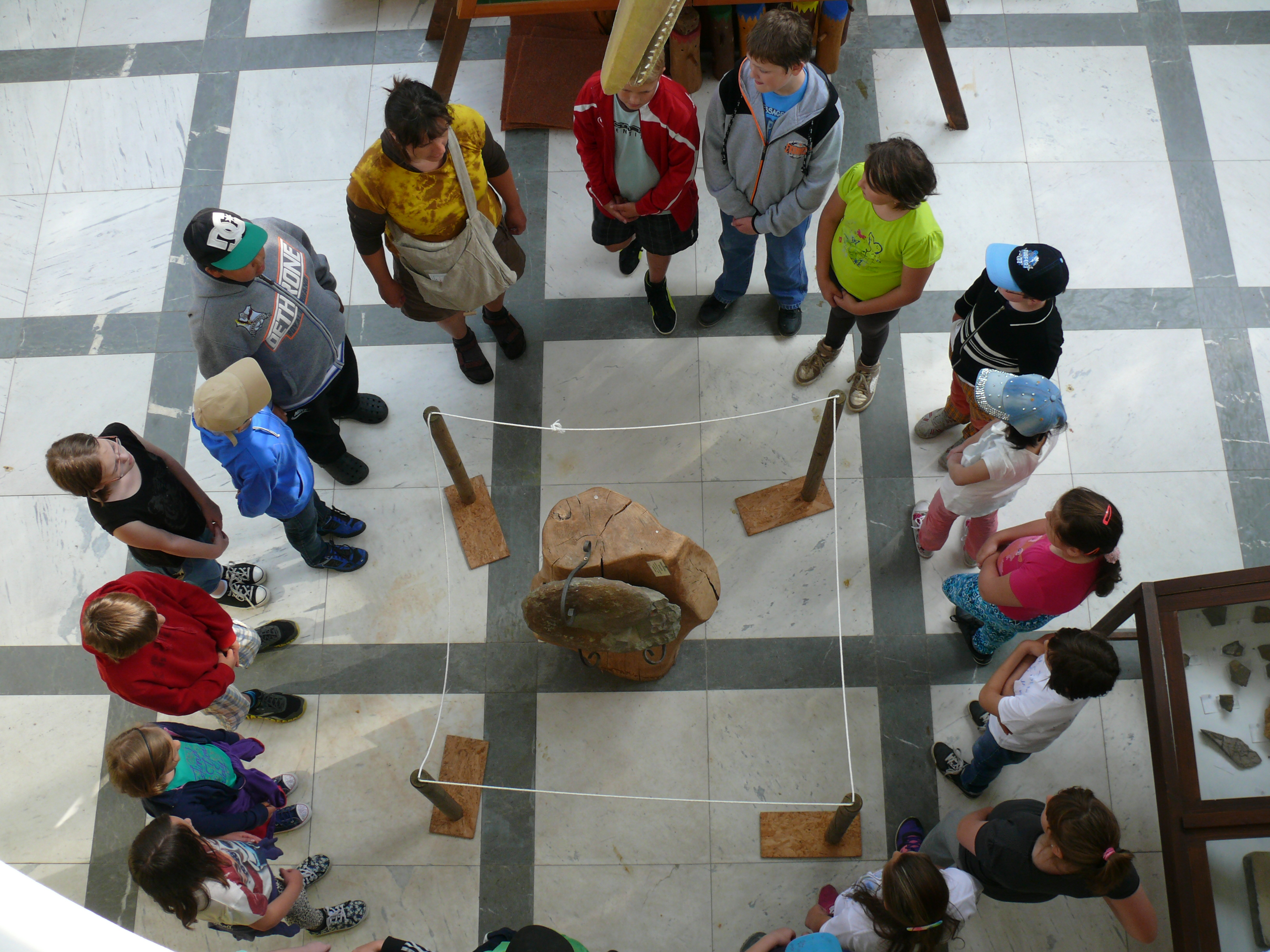
Programy pro školy